# برشکاری اکسیژنی

اصل سوختگی برش

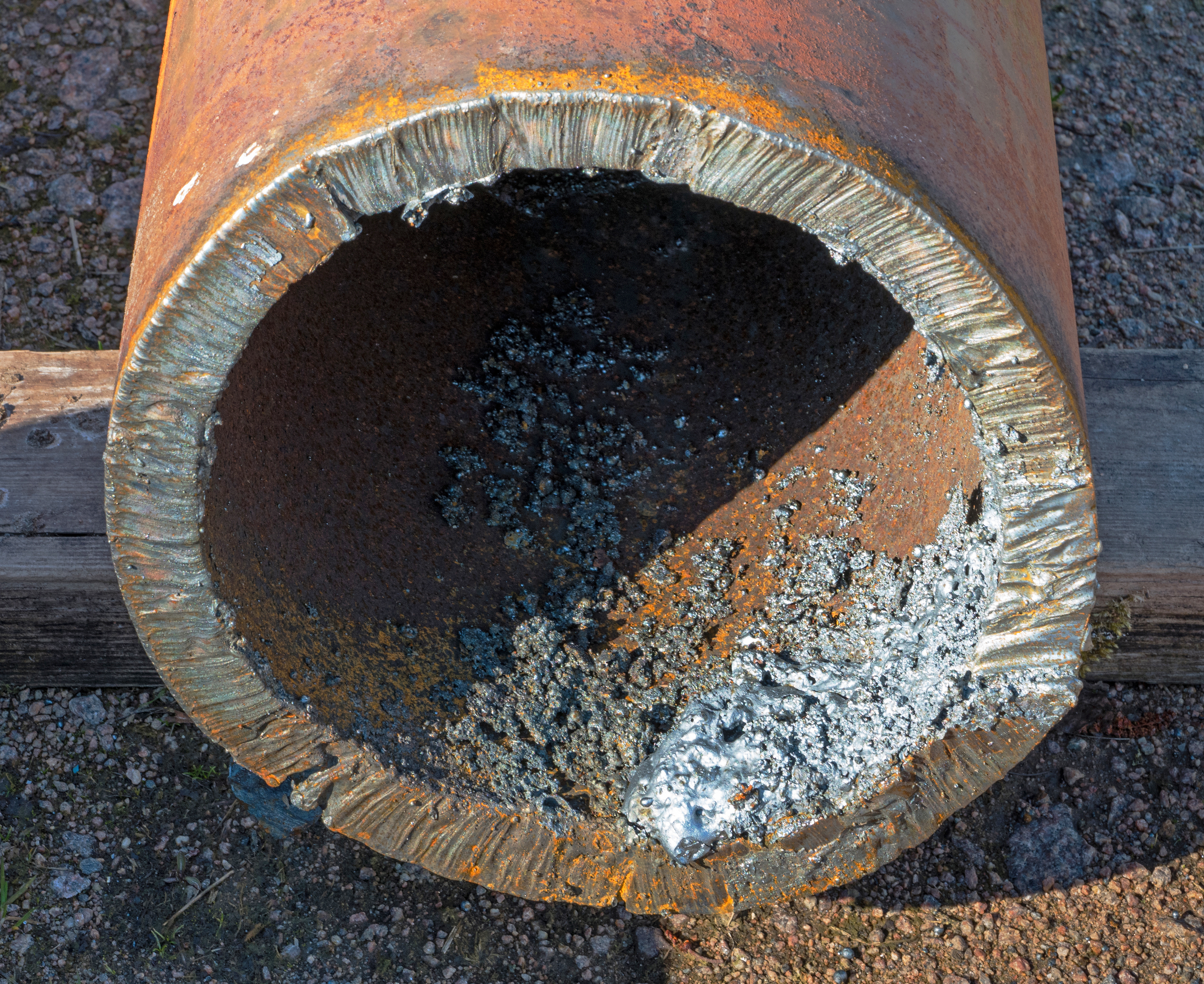
لوله برش خورده

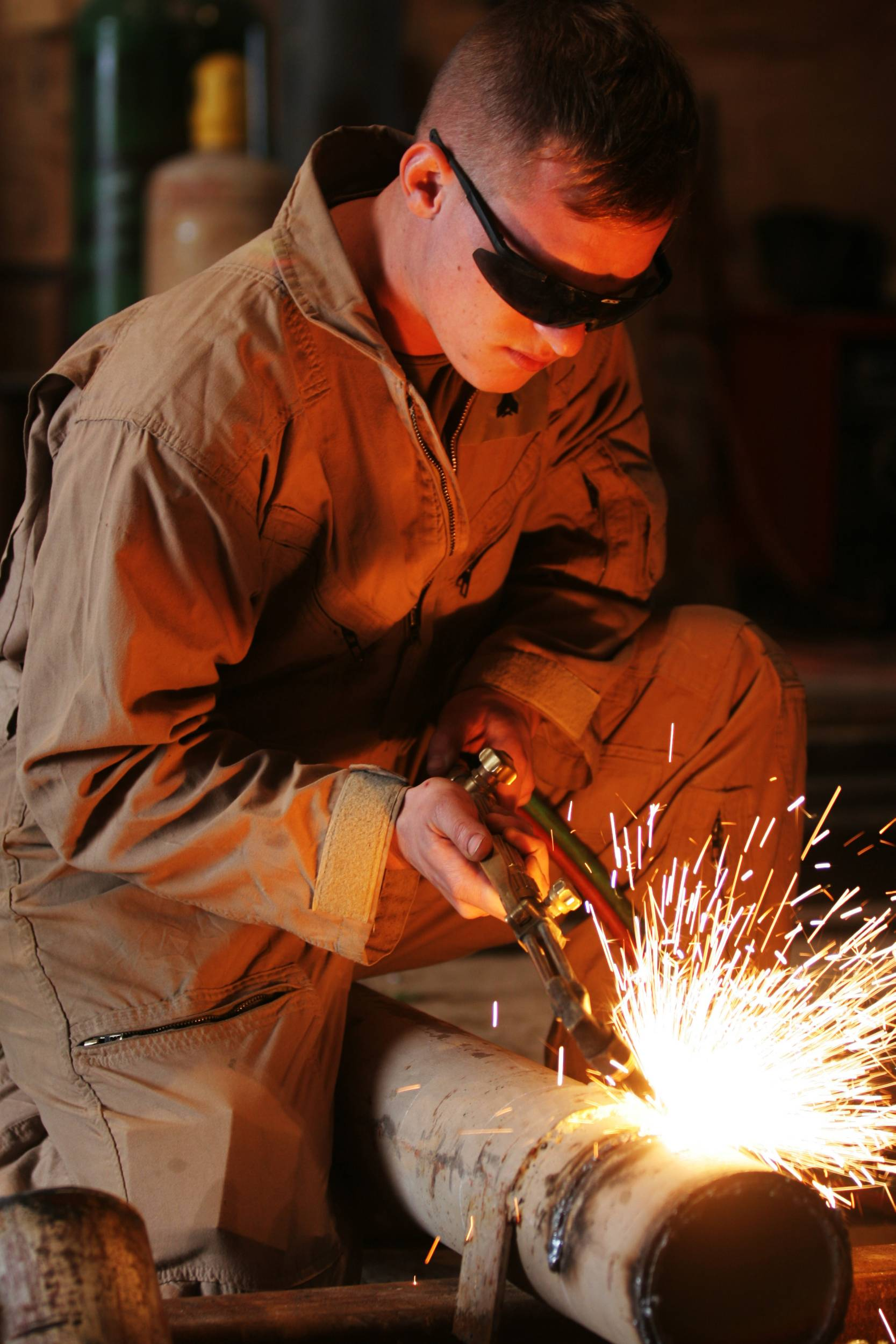
مشعل برش که برای برش لوله فولادی استفاده می‌شود.

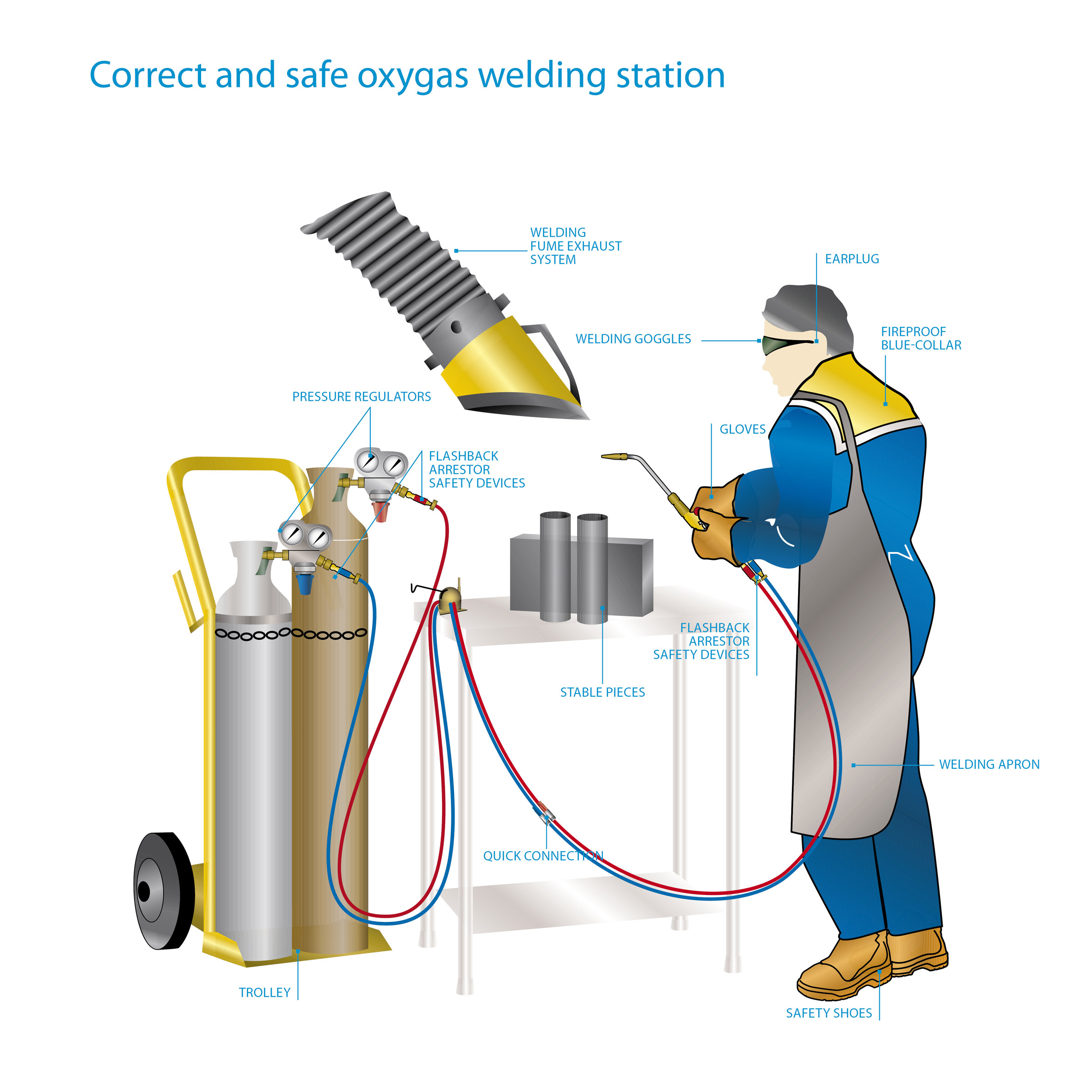
برشکاری اکسیژنی

برشکاری اکسیژنی (انگلیسی: Oxy-fuel welding and cutting) نوعی برشکاری گرمایی است که در آن ذوب و برداشتن فلز با استفاده از گرمای حاصل از واکنش شیمیایی بین اکسیژن و فلز پایه انجام می‌شود؛ در این نوع برش‌کاری گرمای قوس یا شعلهٔ اُکسی‌سوخت گازی یا منابع دیگر دمای موردنیاز اولیه را تأمین می‌کنند. جوشکاری با سوخت اکسی و برش با سوخت اکسی فرایندهایی هستند که از گازهای سوختی (یا سوخت‌های مایع مانند بنزین) و اکسیژن برای جوشکاری یا برش فلزات استفاده می‌کنند. مهندسین فرانسوی ادموند فوشه و چارلز پیکارد اولین کسانی بودند که در سال ۱۹۰۳ جوشکاری اکسیژن - استیلن را توسعه دادند. از اکسیژن خالص به جای هوا برای افزایش دمای شعله استفاده می‌شود تا امکان ذوب موضعی قطعهٔ کار (به عنوان مثال فولاد) در محیط اتاق فراهم شود. شعله مشترک پروپان / هوا در حدود ۲۲۵۰ کلوین (۱۹۸۰ درجه سانتیگراد؛ ۳۵۹۰ درجه فارنهایت) می‌سوزد، شعله پروپان / اکسیژن در حدود ۲۵۲۶ کلوین (۲۲۵۳ درجه سانتیگراد؛ ۴۰۸۷ درجه فارنهایت) می‌سوزد، شعله اکسی هیدروژن در ۳۰۷۳ کلوین (۲۸۰۰ درجه سانتیگراد؛ ۵٬۰۷۲ درجه فارنهایت) و شعله استیلن / اکسیژن در حدود ۳۷۷۳ کلوین (۳۵۰۰ درجه سانتیگراد؛ ۶۳۳۲ درجه فارنهایت) می‌سوزد. در اوایل قرن ۲۰، قبل از توسعه و در دسترس بودن الکترودهای جوشکاری قوسی فلز پوشش‌دار در اواخر دهه ۱۹۲۰ که قادر به ایجاد جوش صوتی در فولاد بودند، جوشکاری اکسی استیلن تنها فرایندی بود که می‌توانست جوش‌هایی با کیفیت فوق‌العاده بالا را در تقریباً همه فلزات و در زمان استفاده تجاری ایجاد کند. این‌ها نه تنها شامل فولاد کربنی بلکه همچنین فولادهای آلیاژی، چدن، آلومینیوم و منیزیم بودند. در دهه‌های اخیر تقریباً در تمام مصارف صنعتی با استفاده از روش‌های مختلف، جوشکاری قوس جایگزین شده است که سرعت بیشتری را ارائه می‌دهد و در مورد جوشکاری قوس تنگستن گاز، توانایی جوشکاری فلزات بسیار واکنش پذیر مانند تیتانیوم را دارد. جوشکاری اکسی استیلن هنوز هم برای کارهای هنری مبتنی بر فلز و در فروشگاه‌های کوچک‌تر مستقر در خانه، و همچنین شرایطی که دسترسی به برق (به عنوان مثال از طریق سیم برق یا ژنراتور قابل حمل) مشکلاتی دارد، استفاده می‌شود. مشعل جوشکاری اکسی استیلن (و سایر مخلوط‌های گاز اکسید سوخت) به عنوان یک منبع اصلی گرما برای جوشکاری دستی و جوشکاری براق، و همچنین شکل‌گیری فلز، آماده‌سازی و عملیات حرارتی موضعی باقی مانده است. علاوه بر این، برش سوخت اکسیژن هنوز هم به‌طور گسترده‌ای مورد استفاده قرار می‌گیرد. (در صنایع سنگین، در عملیات صنعتی و ترمیم سبک). در جوشکاری با سوخت اکسی، از مشعل جوشکاری برای جوشکاری فلزات استفاده می‌شود. فلز جوشکاری زمانی حاصل می‌شود که دو قطعه در دمایی گرم شوند که استخر مشترکی از فلز مذاب را تولید کنند. استخر مذاب معمولاً با فلز اضافی بنام پرکننده عرضه می‌شود. انتخاب مواد پرکننده بستگی به فلزات جوش داده شده دارد. در برش سوخت اکسیژن، از یک مشعل برای گرم کردن فلز تا دمای سوختن آن استفاده می‌شود. سپس یک جریان اکسیژن از روی فلز عبور داده می‌شود و آن را به اکسید فلزی تبدیل می‌کند. مشعل‌هایی که سوخت را با اکسیژن مخلوط نکنند (در عوض، هوای جو را ترکیب می‌کنند) مشعل‌های سوخت اکسی در نظر گرفته نمی‌شوند و به‌طور معمول توسط یک مخزن قابل شناسایی هستند (برش سوخت اکسیژن به دو منبع جدا شده، سوخت و اکسیژن نیاز دارد). بیشتر فلزات را نمی‌توان با یک مشعل تک مخزن ذوب کرد. در نتیجه، مشعل‌های یک مخزن معمولاً برای لحیم کاری و لحیم‌کاری سخت مناسب هستند اما برای جوشکاری مناسب نیستند.

## کاربردها
مشعل‌های سوخت اکسی برای موارد زیر استفاده می‌شود:
- عملیات حرارتی: در صنایع خودرو سازی و صنایع دیگر به منظور شل کردن اتصال دهنده‌های ضبط شده استفاده می‌شود.
- شعله خنثی برای اتصال و برش کلیه فلزات آهنی و غیر آهنی به جز برنج استفاده می‌شود.
- در رسوب فلز برای ایجاد یک سطح، همانند سخت کاری استفاده می‌شود.

همچنین از شعله‌های آتش اکسی هیدروژن در موارد زیر هم استفاده می‌شود:
در سنگ که برای «شعله‌ور کردن» کار می‌کند، جایی که سنگ گرم می‌شود و لایه بالایی ترک می‌خورد و می‌شکند. یک برس دایره‌ای استیل به یک سنگ جت متصل شده و برای از بین بردن اولین لایه باقی‌مانده از سطح ناهموار شبیه برنز چکش خورده استفاده می‌شود.
در صنعت شیشه برای «پولیش آتش» استفاده می‌شود.
در تولید جواهرات برای «جوشکاری آب» با استفاده از مشعل آب (مشعل اکسی هیدروژن که گازرسانی آن بلافاصله با الکترولیز آب تولید می‌شود) کاربرد دارد.
پیش تر، برای گرم کردن توده‌های اکسید کلسیم زنده برای به دست آوردن یک نور سفید روشن به نام روشنایی کلسیم، در سینما یا فانوس‌های نوری ("جادویی") استفاده می‌شد.
در گذشته، در کارهای پلاتین، پلاتین فقط در شعله اکسی هیدروژن و در کوره الکتریکی قابل اشتعال است. به‌طور خلاصه، تجهیزات سوخت اکسیژن کاملاً همه‌کاره است، نه تنها به این دلیل که برای برخی از انواع جوشکاری آهن یا فولاد ترجیح داده می‌شود بلکه به دلیل اینکه خود را به جوشکاری، جوشکاری برقی، گرمایش فلزی (برای بازپخت یا تعدیل، خم شدن یا شکل‌دادن) می‌بخشد، ترجیح می‌دهد، زنگ‌زدگی یا زدودن مقیاس، شل شدن مهره‌ها و پیچ و مهره‌های خورده شده و وسیله‌ای فراگیر برای برش فلزات آهنی است.

## ساختار دستگاه
دستگاه‌های مورد استفاده در جوشکاری گاز اساساً از یک منبع اکسیژن و یک منبع گاز سوختی (که معمولاً در سیلندرها وجود دارد)، دو تنظیم کننده فشار و دو شلنگ انعطاف‌پذیر (برای هر سیلندر یکی) و یک مشعل تشکیل شده است. از این نوع مشعل‌ها می‌توان برای لحیم‌کاری و لحیم‌کاری سخت نیز استفاده کرد. سیلندرها اغلب در یک کالسکه چرخ دار مخصوص حمل می‌شوند. نمونه‌هایی از مجموعه‌های برش اکسی هیدروژن با سیلندرهای کوچک (به اندازه سیلندر غواصی) وجود دارد که برای استفاده در عملیات نجات و موارد مشابه از پشت کوله پشتی کاربر استفاده می‌شوند. همچنین نمونه‌هایی از مشعل‌های برش سوخت مایع بدون فشار و تحت فشار وجود دارد که معمولاً از گازوئیل (بنزین) استفاده می‌شود. این‌ها برای افزایش قدرت برش در سیستم‌های سوخت گازی و همچنین قابلیت حمل بیشتر در مقایسه با سیستم‌های نیاز به دو مخزن فشار بالا استفاده می‌شوند.

### رگلاتور
مقاله اصلی: رگلاتور (گازی)
تنظیم کننده یا رگلاتور اطمینان حاصل می‌کند که فشار گاز از مخازن با فشار مورد نیاز در شلنگ مطابقت دارد. سپس میزان سرعت جریان توسط اپراتور با استفاده از شیرهای سوزنی روی مشعل تنظیم می‌شود. کنترل دقیق جریان با شیر سوزنی به فشار ورودی ثابت متکی است. بیشتر تنظیم کننده‌ها دو مرحله دارند. مرحله اول یک تنظیم کننده فشار ثابت است که علی‌رغم افت فشار در سیلندر در اثر مصرف گاز موجود در آن، با فشار میانی ثابت گاز را از سیلندر آزاد می‌کند. این شبیه اولین مرحله تنظیم کننده غواصی است. در مرحله دوم کنترل تنظیم کننده، تنظیم کاهش فشار را از فشار متوسط به فشار خروجی پایین کنترل می‌کند. رگولاتور دارای دو فشارسنج است که یکی فشار سیلندر را نشان می‌دهد و دیگری فشار شلنگ را نشان می‌دهد. دکمه کنترل تنظیم کننده گاهی اوقات تقریباً برای فشار کالیبره می‌شود، اما تنظیم دقیق آن مستلزم رعایت اندازه‌گیری است. برخی از تنظیم کننده‌های سوخت اکسیژن ساده یا ارزان قیمت فقط یک تنظیم کننده تک مرحله ای دارند یا فقط یک فشارسنج شلنگ دارند. یک تنظیم کننده تک مرحله ای به دلیل تخلیه سیلندر، نیاز به کاهش فشار خروجی دارد که نیاز به تنظیم مجدد دستی دارد. برای کاربران کم‌حجم، این یک ساده‌سازی قابل قبول است. رگولاتورهای جوشکاری، برخلاف تنظیم کننده‌های حرارتی ساده LPG، فشارسنج خروجی (شلنگ) خود را حفظ کرده و به کالیبراسیون دکمه تنظیم اعتماد ندارند. رگولاتورهای ارزان قیمت یک مرحله ای ممکن است گاه از محاسبه محتویات سیلندر استفاده کنند، یا سنسور دقیق صفحه را با یک دکمه «افزایش دکمه» ارزان‌تر و دقیق جایگزین کنند.

### شیلنگ گاز
شیلنگ‌های این کار برای استفاده در جوشکاری و برش فلز طراحی شده‌اند. می‌توان از یک طرح دو شلنگ یا دوقلو استفاده کرد، به این معنی که شیلنگ‌های اکسیژن و سوخت به هم متصل شده‌اند. در صورت استفاده از شیلنگ‌های جداگانه، باید در فواصل تقریبی ۳ فوت (۱ متر) از هم جدا شوند، اگرچه این امر برای برش کاربردی توصیه نمی‌شود، زیرا دانه‌های فلز مذاب داده شده توسط این فرایند می‌توانند در بین شیلنگ‌هایی که در آن قرار دارند جا گیرند. با هم نگه داشته شده و از بین می‌روند، گاز تحت فشار داخل را آزاد می‌کنند، که در مورد گاز تحت فشار معمولاً مشتعل می‌شود. شیلنگ‌ها برای شناسایی بصری کدگذاری شده‌اند. رنگ شلنگ‌ها در کشورها متفاوت است. در ایالات متحده، شیلنگ اکسیژن سبز و شیلنگ سوخت قرمز است. در انگلستان و سایر کشورها، شیلنگ اکسیژن آبی است (ممکن است هنوز هم در تجهیزات قدیمی شیلنگ‌های سیاه وجود داشته باشند)، و شیلنگ استیلن (سوخت) قرمز است. اگر از سوخت گاز مایع (LPG) مانند پروپان استفاده شود، شیلنگ سوخت باید نارنجی باشد و این نشان دهنده سازگاری آن با LPG است. LPG به یک شلنگ نامناسب از جمله بیشتر شیلنگ‌های استیلن آسیب می‌رساند. اتصالات رزوه‌دار روی شیلنگ‌ها تحویل داده می‌شود تا از اتصال اشتباه تصادفی جلوگیری شود: نخ روی شیلنگ اکسیژن راست دست است (به صورت عادی)، در حالی که شیلنگ گاز سوخت دارای یک نخ چپ دست است. نخ‌های چپ دست نیز دارای یک شیار مشخص هستند که در مهره‌های آن‌ها بریده می‌شود. اتصالات محکم گاز بین شیلنگ‌های انعطاف‌پذیر و اتصالات سخت با استفاده از گیره‌های شلنگ یا پیچ و مهره‌ای که غالباً به آن گیره‌های "O" گفته می‌شود، روی شاخه‌های خاردار ایجاد می‌شوند. استفاده از گیره‌های شیلنگ درایو کرمی یا کلیپ‌های پیچ بست به‌طور خاص در انگلستان و بعضی کشورها ممنوع است.

### شیر بدون بازگشت
استیلن فقط قابل اشتعال نیست. در شرایط خاص قابل انفجار است. اگرچه ۸۱٪ از حد اشتعال بالایی در هوا برخوردار است، رفتار تجزیه انفجاری استیلن این موضوع را بی‌اهمیت می‌کند. اگر موج انفجار به مخزن استیلن وارد شود، با تجزیه مخزن از بین می‌رود. دریچه‌های کنترل عادی که به‌طور معمول از برگشت جریان جلوگیری می‌کنند نمی‌توانند موج انفجار را متوقف کنند زیرا قبل از عبور موج از اطراف دروازه قادر به بسته شدن نیستند. به همین دلیل به گیربکس فلش بک نیاز است. این طراحی شده است تا قبل از آنکه موج انفجار آن را از سمت شلنگ به سمت منبع تغذیه هدایت کند، کار کند. بین تنظیم کننده، شیلنگ و در حالت ایده‌آل بین شیلنگ و مشعل در هر دو خط اکسیژن و سوخت، باید یک فلش بک گیر و / یا شیر برگشتی (شیر کنترل) نصب شود تا از شعله‌ور شدن مخلوط سوخت و اکسیژن به داخل هر دو سیلندر جلوگیری شود یا باعث آسیب رساندن به تجهیزات و انفجار سیلندر نشود. رویه اروپایی این است که گیرنده‌های فلش بک را در تنظیم کننده قرار دهید و دریچه‌ها را در مشعل بررسی کنید. رویه ایالات متحده این است که هر دو را در تنظیم کننده قرار دهد. گیرنده فلاش بک از برگشت امواج شوک از پایین دست به سمت بالا به سمت شیلنگ‌ها و ورود به سیلندر جلوگیری می‌کند و احتمالاً پاره می‌شود، زیرا مقداری مخلوط سوخت/اکسیژن در داخل قسمت‌های تجهیزات (به‌طور خاص در مخلوط کن و لوله/نازل) وجود دارد که در صورت منفجر شدن تجهیزات به اشتباه خاموش شده و استیلن در فشارها یا دما بیش از حد تجزیه می‌شود. در صورتی که موج فشار نشتی در پایین دستگیر فلش بک ایجاد کرده باشد، تا زمانی که کسی آن را ریست کند، خاموش خواهد ماند.

#### چک کردن سوپاپ
چک کردن سوپاپ اجازه می‌دهد تا جریان گاز فقط در یک جهت انجام شود. معمولاً محفظه‌ای حاوی توپی است که توسط یک فنر در انتهای آن فشار داده می‌شود. جریان گاز یک طرفه توپی را از مسیر دور می‌کند و کمبود جریان یا جریان معکوس باعث می‌شود فنر توپی را به داخل ورودی فشار دهد و آن را مسدود کند. برای اینکه با گیربکس فلش بک اشتباه گرفته نشود، سوپاپ چک برای جلوگیری از موج ضربه ای ساخته نشده است. موج ضربه می‌تواند در حالی اتفاق بیفتد که توپی آنقدر از ورودی فاصله دارد که موج قبل از رسیدن به موقعیت توپی، از کنار توپ عبور کند.

### مشعل
مشعل ابزاری است که جوشکار در دست دارد و برای ساخت جوش دستکاری می‌شود. این وسیله یک اتصال، یک شیر برای گاز سوخت، یک اتصال، یک شیر برای اکسیژن، یک دسته برای جوشکار برای گرفتن آن، یک اتاق مخلوط کردن (تنظیم شده در یک زاویه) که در آن گاز سوخت و اکسیژن مخلوط می‌شوند و با یک نوک در جایی که شعله شکل می‌گیرد. دو نوع اصلی مشعل‌ها از نوع فشار مثبت و فشار کم یا نوع انژکتور هستند.

#### مشعل جوشکاری

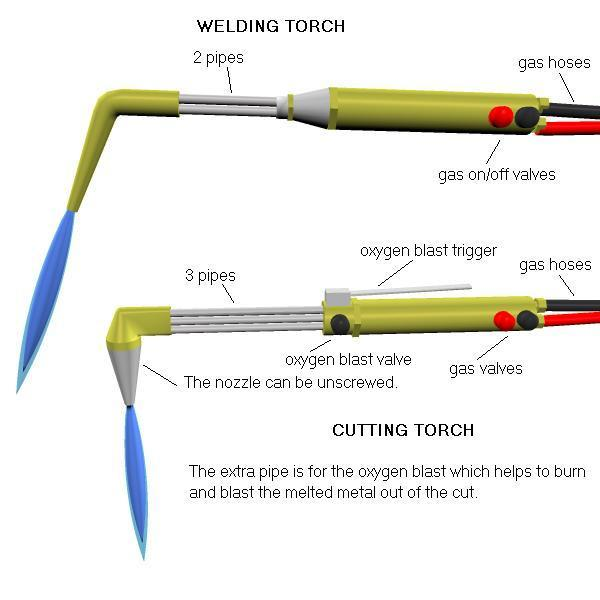
مشعل بالا یک مشعل جوشکاری و در پایین یک مشعل برش نشان داذه شده است.

از سر مشعل جوشکاری برای جوشکاری فلزات استفاده می‌شود. با داشتن فقط یک یا دو لوله در حال حرکت به سمت نازل، عدم ایجاد ماشه انفجار اکسیژن و دو دکمه سوپاپ در پایین دسته قابل شناسایی است و به اپراتور اجازه می‌دهد که به ترتیب جریان اکسیژن و سوخت را تنظیم کند.

#### مشعل برش
از سر مشعل برش برای برش مواد استفاده می‌شود. این مورد شبیه مشعل جوشکاری است، اما توسط ماشه یا اهرم انفجار اکسیژن قابل شناسایی است. هنگام برش، فلز ابتدا توسط شعله گرم می‌شود تا قرمز گیلاسی شود. پس از رسیدن به این دما، اکسیژن به قسمت‌های گرم شده می‌رود و با فشار دادن ماشه اکسیژن به بیرون منتقل می‌شود. این اکسیژن با فلز واکنش می‌دهد، گرمای بیشتری تولید می‌کند و یک اکسید تشکیل می‌دهد و پس از برش منفجر می‌شود. این گرما است که روند برش را ادامه می‌دهد. مشعل برش فقط فلز را گرم می‌کند تا فرایند شروع شود. گرمای بیشتر توسط فلز در حال سوختن تأمین می‌شود. در نقطه ذوب اکسید آهن تقریباً نیمی از فلز بریده شده است. با سوختن فلز، بلافاصله به اکسید آهن مایع تبدیل می‌شود و از منطقه برش دور می‌شود. با این حال، مقداری از اکسید آهن بر روی قطعه کار باقی مانده و یک خاکستر سخت تشکیل می‌دهد که با ضربه زدن آرام یا آسیاب کردن قابل حذف است.

#### مشعل غنچه گل رز
از مشعل غنچه گل رز در گرم کردن فلزات برای خم شدن، صاف کردن و غیره که نیاز به گرم شدن یک منطقه بزرگ است استفاده می‌شود. اصطلاحاً به آن غنچه گل رز گفته می‌شود زیرا شعله انتهای آن مانند یک جوانه گل سرخ به نظر می‌رسد. از مشعل جوشکاری می‌توان برای گرم کردن مناطق کوچک مانند مهره‌ها و پیچ و مهره‌های زنگ زده نیز استفاده کرد.

#### مشعل انژکتور
یک مشعل متداول با سوخت اکسی، به نام مشعل فشار برابر، فقط دو گاز را مخلوط می‌کند. در یک مشعل انژکتور، اکسیژن فشار قوی از یک نازل کوچک درون سر مشعل خارج می‌شود که با استفاده از اثر ونتوری، گاز سوخت را به همراه خود می‌کشد.

## سوخت‌ها
فرآیندهای سوخت اکسی ممکن است از انواع گازهای سوختی استفاده کند که متداولترین آنها استیلن است. گازهای دیگری که ممکن است مورد استفاده قرار گیرند، پروپیلن، گاز مایع (LPG)، پروپان، گاز طبیعی، هیدروژن و گاز MAPP نمونه‌ای از آن‌ها هستند. بسیاری از برندها از انواع مختلف گازها در مخلوط خود استفاده می‌کنند.

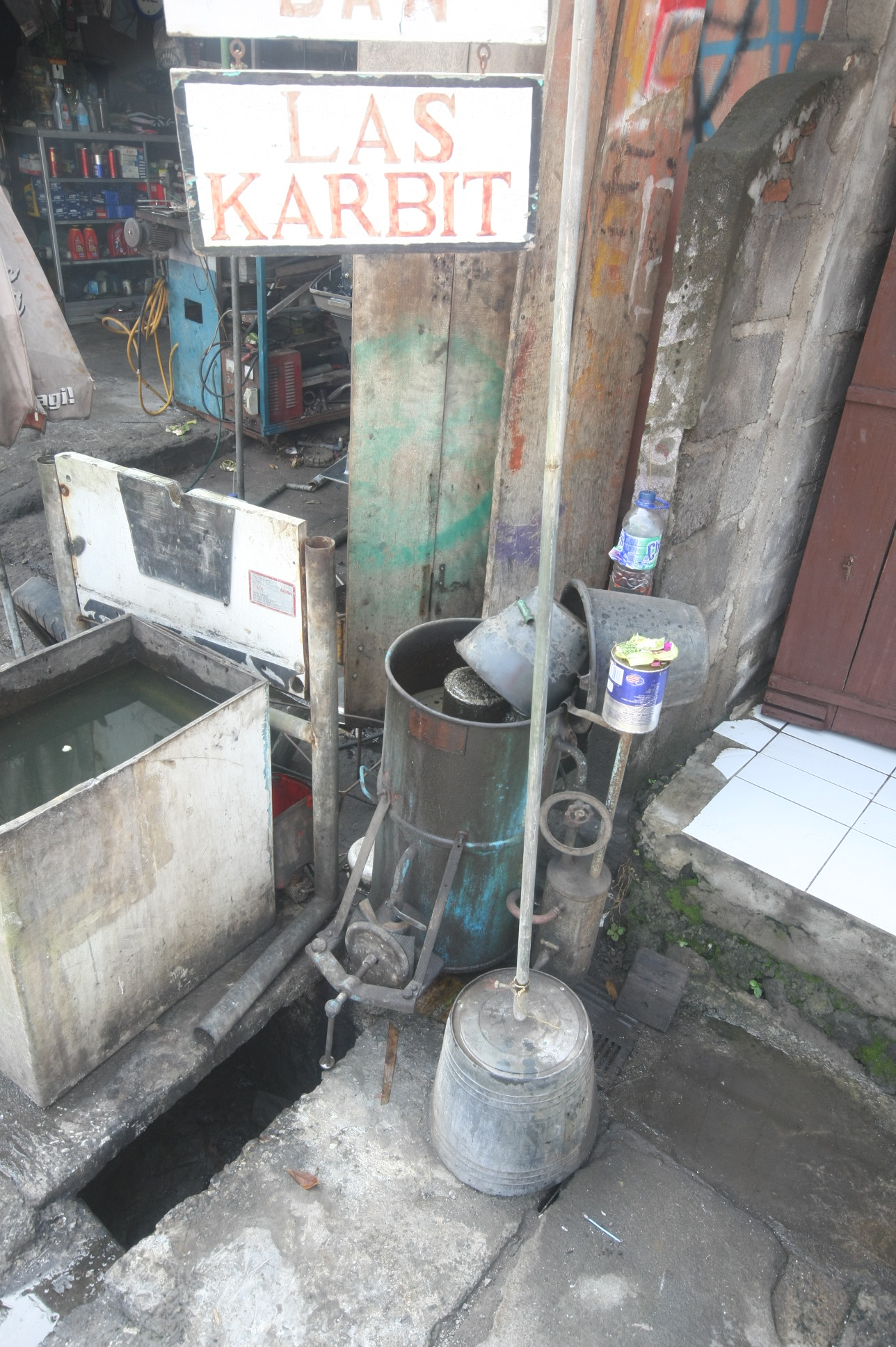
مولد استیلن همان‌طور که در بالی با واکنش کاربید کلسیم با آب استفاده می‌شود. این در مواردی هم که سیلندرهای استیلن در دسترس نیستند، استفاده می‌شود.

### استیلن
استیلن سوخت اصلی برای جوشکاری سوخت‌های اکسی است و سوخت انتخابی برای تعمیر و برش و جوشکاری عمومی است. گاز استیلن در سیلندرهای مخصوصی که برای حل شدن گاز طراحی شده‌اند حمل می‌شود. سیلندرها با مواد متخلخل (به عنوان مثال الیاف کاپوک، خاک دیاتومه، یا آزبست (پنبه نسوز)) بسته‌بندی می‌شوند، سپس با استون حدود ۵۰٪ ظرفیت آن پر می‌شوند، زیرا استیلن در استون محلول است. این روش لازم است زیرا استیلن بالاتر از ۲۰۷ کیلو پاسکال (۳۰ پوند در اینچ) (فشار مطلق) ناپایدار است و ممکن است منفجر شود. هنگام پر شدن، در حدود ۱۷۰۰ کیلو پاسکال فشار در مخزن وجود دارد. استیلن هنگامی که با اکسیژن ترکیب می‌شود در دمای ۳۲۰۰ تا ۳۵۰۰ درجه سانتیگراد (۵۸۰۰ درجه فارنهایت تا ۶۳۰۰ درجه فارنهایت) می‌سوزد که بالاترین میزان در بین سوخت‌های گازی قابل استفاده است. به عنوان نقطه ضعف اولیه استیلن سوخت، در مقایسه با سایر سوخت‌ها، هزینه بالایی آن است. از آنجا که استیلن در فشار تقریباً معادل ۳۳ فوت / ۱۰ متر در زیر آب ناپایدار است، برش و جوشکاری در آب غوطه‌ور برای هیدروژن به نسبت استیلن بهتر است.

### گازوئیل
اکسی گازوئیل، که به آن اکسی بنزین نیز می‌گویند، عملکرد بسیار خوبی داشته است، به ویژه در مواردی که سوخت گاز بطری در دسترس نیست یا حمل و نقل آن به محل کار دشوار است. آزمایشات نشان داد که یک مشعل اکسی بنزین می‌تواند ورق فولادی را تا ضخامت ۰٫۵ اینچ (۱۳ میلی‌متر) با همان سرعت اکسی استیلن برش دهد. در ضخامت صفحه بیشتر از ۰٫۵ اینچ (۱۳ میلی‌متر) سرعت برش بهتر از اکسی استیلن بود. با ضخامت ۴٫۵ اینچ (۱۱۰ میلی‌متر) سه برابر سریع‌تر بود. بنزین از مخزن تحت فشار تغذیه می‌شود (فشار آن می‌تواند توسط پمپاژ دستی یا از یک سیلندر گاز هم تغذیه شود). از یک مخزن غیر تحت فشار که سوخت توسط عمل ونتوری توسط جریان اکسیژن تحت فشار به داخل مشعل کشیده می‌شود هم قابلیت تهیه دارد. رویکرد کم هزینه دیگری که معمولاً توسط سازندگان جواهرات در آسیا مورد استفاده قرار می‌گیرد، استفاده از حباب هوا از طریق یک ظرف بنزین توسط پمپ هوا با عملکرد پا و سوزاندن مخلوط سوخت و هوا در یک مشعل مخصوص جوشکاری است.

### هیدروژن
هیدروژن شعله تمیز دارد و برای استفاده در آلومینیوم مناسب است. می‌تواند با فشار بالاتر از استیلن استفاده شود و بنابراین برای جوشکاری و برش زیر آب مفید است. این نوع خوبی از شعله است که هنگام گرم کردن مقادیر زیاد مواد استفاده می‌شود. دمای شعله بالا است، حدود ۲۰۰۰ درجه سانتیگراد برای گاز هیدروژن در هوای فشار جو، و تا ۲۸۰۰ درجه سانتیگراد است اگر از قبل با نسبت نیم با اکسیژن خالص (اکسی هیدروژن) مخلوط شود. از هیدروژن برای جوشکاری فولادها و سایر مواد آهنی استفاده نمی‌شود، زیرا باعث تردی هیدروژنی می‌شود.
برای برخی از مشعل‌های اکسی هیدروژن، اکسیژن و هیدروژن با الکترولیز آب در دستگاهی که مستقیماً به مشعل متصل است تولید می‌شود. انواع این نوع مشعل:
اکسیژن و هیدروژن به‌طور جداگانه از سلول الکترولیز خارج می‌شوند و به دو اتصال گاز یک مشعل اکسی-گاز معمولی وارد می‌شوند. این در مشعل آب اتفاق می‌افتد، که گاهی اوقات در مشعل‌های کوچک که در ساخت جواهرات و وسایل الکترونیکی استفاده می‌شود، دیده شده است.
اکسیژن و هیدروژن مخلوط شده از سلول الکترولیز گرفته شده و به مشعل خاصی هدایت می‌شود که برای جلوگیری از برگشت فلش طراحی شده است.

### پروپیلن و گاز سوختی
پروپیلن در تولید جوش و برش استفاده می‌شود. برش‌هایی مشابه پروپان دارد. هنگام استفاده از پروپیلن، مشعل به ندرت نیاز به تمیز کردن نوک دارد. در هنگام استفاده از پروپیلن، برش با مشعل انژکتور (به بخش پروپان مراجعه کنید) اغلب یک مزیت اساسی دارد. تعداد زیادی از تأمین کنندگان آمریکای شمالی فروش پروپیلن را با علائم تجاری انحصاری مانند FG2 و Fuel-Max آغاز کرده‌اند.

### مخلوط‌های بوتان، پروپان و بوتان/پروپان
بوتان مانند پروپان هیدروکربن اشباع شده است. بوتان و پروپان هیچ واکنشی با یکدیگر نشان نمی‌دهند و مرتباً با هم مخلوط می‌شوند. بوتان در دمای ۰٫۶ درجه سانتی گراد می‌جوشد. پروپان با دمای ۴۲- درجه سانتیگراد فرارتر است. تبخیر در دمای بالاتر از نقاط جوش سریع است. مقادیر کالری (گرما) این دو تقریباً برابر است؛ بنابراین هر دو برای دستیابی به فشار بخار نهایی مورد نیاز کاربر و بسته به شرایط محیط مخلوط می‌شوند. اگر دمای محیط بسیار کم باشد، پروپان برای دستیابی به فشار بخار بالاتر در دمای داده شده ترجیح داده می‌شود.
پروپان به اندازه استیلن در مخروط داخلی خود گرم نمی‌شود و بنابراین به ندرت برای جوشکاری استفاده می‌شود. پروپان، با این وجود، تعداد زیادی BTU در هر فوت مکعب در مخروط بیرونی خود دارد و بنابراین با مشعل مناسب (سبک انژکتوری) می‌تواند برشی سریع‌تر و تمیزتر از استیلن ایجاد کند و برای گرم کردن و خم شدن بسیار مفیدتر از استیلن است.
حداکثر درجه حرارت شعله خنثی پروپان در اکسیژن ۲۸۲۲ درجه سانتی گراد است (۵۱۱۲ درجه فارنهایت). از طرفی پروپان ارزان‌تر از استیلن است و حمل و نقل آن آسان‌تر است.

## نقش اکسیژن
اکسیژن سوخت نیست. آن همان چیزی است که به‌طور شیمیایی با سوخت ترکیب می‌شود و گرما را برای جوشکاری تولید می‌کند. این اصطلاح «اکسیداسیون» نامیده می‌شود، اما اصطلاح خاص تر و متداول تر در این زمینه «احتراق» است. در مورد هیدروژن، محصول احتراق به سادگی آب است. برای سایر سوخت‌های هیدروکربن، آب و دی‌اکسید کربن تولید می‌شود. گرما آزاد می‌شود زیرا مولکول‌های محصولات احتراق نسبت به مولکول‌های سوخت و اکسیژن انرژی کمتری دارند. در برش با سوخت اکسیژن، اکسیداسیون فلز در حال برش (به‌طور معمول آهن) تقریباً تمام گرمای لازم برای «سوختن» از طریق قطعه کار را تولید می‌کند. اکسیژن معمولاً با تقطیر هوای مایع در جای دیگری تولید می‌شود و با فشار حدود ۲۱۰۰۰ کیلو پاسکال (۳۰۰۰ پوند / اینچ = ۲۰۰ اتمسفر) به محل جوشکاری در مخازن فشار قوی (که معمولاً «مخازن» یا «سیلندر» نامیده می‌شوند) منتقل می‌شود. این ماده همچنین به عنوان مایع در رگ‌های نوع فلاسک به مکان‌هایی که از مقدار زیادی اکسیژن استفاده می‌کنند، حمل می‌شود. همچنین می‌توان اکسیژن را از هوا با عبور هوا، تحت فشار، از طریق الک زئولیت که به‌طور انتخابی نیتروژن را جذب می‌کند و اجازه می‌دهد اکسیژن (و آرگون) عبور دهد، جدا کرد. این باعث خلوص اکسیژن حدود ۹۳٪ می‌شود. این روش برای لحیم‌کاری به خوبی عمل می‌کند، اما تولید اکسیژن با خلوص بالاتر هنگام تولید برش، یک پوسته پاک و بدون سرباره لازم است.

## ایمنی
جوشکاری/برش اکسی استیلن کار سختی نیست، اما تعداد زیادی از نکات ایمنی ظریف وجود دارد که باید یاد بگیرند: بیش از ۱/۷ ظرفیت سیلندر نباید در ساعت استفاده شود. این امر باعث می‌شود استون داخل سیلندر استیلن از سیلندر خارج شده و شلنگ و احتمالاً مشعل را آلوده کند. استیلن فشار بالای ۱ اتمسفر خطرناک است. ناپایدار است و به صورت انفجاری تجزیه می‌شود. تهویه مناسب هنگام جوشکاری به شما کمک می‌کند در معرض مواد شیمیایی زیاد قرار نگیرید.

### اهمیت محافظت از چشم

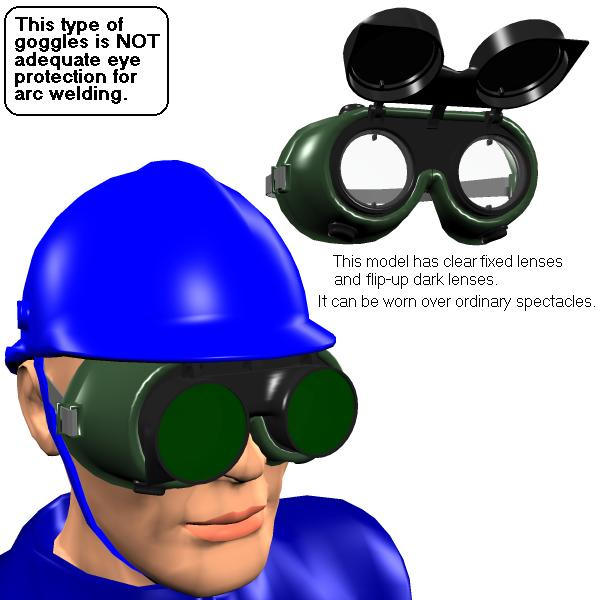
عینک جوشکاری/برش گاز و کلاه ایمنی

از محافظ مناسب مانند عینک‌های جوشکاری باید همیشه استفاده شود، از جمله برای محافظت از چشم در برابر خیرگی و جرقه‌های پرواز است. از عینک‌های ایمنی ویژه ای باید استفاده شود - هم برای محافظت از جوشکار و هم برای ایجاد دید واضح از طریق مشعل زرد-نارنجی که توسط شار لامپ ایجاد می‌شود. در دهه ۱۹۴۰ عینک‌های ذوب کننده کبالت از کارخانه‌های ریخته‌گری فولاد وام گرفته شد و تا دهه ۱۹۸۰ همچنان در دسترس بود. با این وجود، عدم محافظت در برابر ضربه، نور بنفش، مادون قرمز و آبی باعث خستگی چشم و آسیب شدید چشم می‌شود. عینک دیدیمیم، که در دهه ۱۹۶۰ برای دمنده‌های شیشه تولید شده بود، وام گرفته شده بود؛ تا اینکه بسیاری از مشکلات چشم ناشی از مادون قرمز بیش از حد، نور آبی و سایه ناکافی شکایت داشتند. امروزه می‌توان محافظت خوبی از چشم را مشاهده کرد که مخصوصاً برای آلومینیوم جوشکاری گاز ساخته شده است که شعله ورنج سدیم را به‌طور کامل قطع می‌کند و محافظت لازم در برابر اشعه ماورا بنفش، مادون قرمز، نور آبی و ضربه را فراهم می‌کند و مطابق با استانداردهای ایمنی ANSI Z87-1989 برای یک لنز مخصوص است.

### ایمنی با سیلندر
مخازن سوخت و اکسیژن باید به‌طور ایمن و قائم به دیوار، پست یا گاری قابل حمل بسته شوند. مخزن اکسیژن به ویژه خطرناک است زیرا گاز در هنگام پر شدن با فشار ۲۱ مگاپاسکال ذخیره می‌شود. در صورت سقوط مخزن و آسیب رساندن به دریچه، می‌توان با اکسیژن فشرده خارج شده از سیلندر با سرعت زیاد مخزن را از بین برد. مخازن در این حالت قادر به شکستن یک دیوار آجری هستند. به همین دلیل، هرگز مخزن اکسیژن را بدون پیچ بودن درپوش سوپاپ در محل حرکت ندهید. در سیستم مشعل اکسی استیلن سه نوع سوپاپ وجود دارد: شیر مخزن، شیر تنظیم کننده و شیر مشعل. هر گاز موجود در سیستم دارای هر یک از این سه سوپاپ خواهد بود. رگولاتور گاز پرفشار داخل مخازن را به جریان کم فشار مناسب برای جوشکاری تبدیل می‌کند. سیلندرهای استیلن باید در موقعیت ایستاده نگه داشته شوند تا از جدا شدن استون داخلی و استیلن در مواد پرکننده جلوگیری شود.

### قرار گرفتن در معرض مواد شیمیایی
خطر جوشکاری مشهود کمتر از قرار گرفتن در معرض مواد شیمیایی مضر است. قرار گرفتن در معرض فلزات خاص، اکسیدهای فلز یا مونوکسیدکربن اغلب می‌تواند به شرایط و وخیم پزشکی منجر شود. مواد شیمیایی آسیب‌رسان می‌توانند از سوخت، قطعه کار یا پوشش محافظ روی قطعه کار تولید شوند. با افزایش تهویه در اطراف محیط جوشکاری، جوشکارها در معرض مواد شیمیایی مضر از هر منبع قرار می‌گیرند. متداول‌ترین سوختی که در جوشکاری استفاده می‌شود، استیلن است که دارای واکنش دومرحله‌ای است. واکنش شیمیایی اولیه شامل جدا کردن استیلن در حضور اکسیژن برای تولید گرما، مونوکسیدکربن و گاز هیدروژن است: C2H2 + O2 → 2CO + H2. یک واکنش ثانویه در جایی به وجود می‌آید که مونوکسیدکربن و هیدروژن با اکسیژن بیشتری ترکیب شده و دی‌اکسید کربن و بخار آب تولید می‌کنند. هنگامی که واکنش ثانویه تمام واکنش دهنده‌های حاصل از واکنش اولیه را نسوزاند، فرایند جوشکاری می‌تواند مقادیر زیادی مونوکسیدکربن تولید کند و این کار اغلب انجام می‌شود. مونوکسیدکربن همچنین محصول جانبی بسیاری از واکنش‌های سوخت ناقص دیگر است. تقریباً هر قطعه فلز آلیاژی از یک نوع یا نوع دیگری است. مس، آلومینیوم و سایر فلزات پایه گاهی با برلیوم، که یک فلز بسیار سمی است، آلیاژ می‌شوند. وقتی فلزی مانند این‌ها جوش یا برش می‌خورد، غلظت‌های بالایی از بخارات سمی بریلیم آزاد می‌شود. قرار گرفتن طولانی مدت در معرض بریلیم ممکن است منجر به تنگی نفس، سرفه مزمن و کاهش وزن قابل توجه شود که همراه با خستگی و ضعف عمومی باشد. سایر عناصر آلیاژی مانند آرسنیک، منگنز، نقره و آلومینیوم می‌تواند باعث بیماری افرادی شود که در معرض آن قرار بگیرند. پوشش‌های ضدزنگ در بسیاری از اجزای سازنده فلزی متداول تر است. روی، کادمیوم و فلورایدها اغلب برای محافظت از اکسید شدن آهن و فولادها استفاده می‌شوند. فلزات گالوانیزه دارای پوشش روی بسیار سنگینی هستند. قرار گرفتن در معرض گازهای اکسید روی می‌تواند منجر به بیماری به نام «تب بخار فلز» شود. این حالت بندرت بیش از ۲۴ ساعت طول می‌کشد، اما موارد شدید می‌تواند کشنده باشد. برخلاف آنفلوانزا، تب، لرز، حالت تهوع، سرفه و خستگی از عوارض شایع قرار گرفتن در معرض اکسید روی زیاد است.

### بازتاب اشعه
بازتاب اشعه وضعیت انتشار شعله در پایین شیلنگ‌های سیستم جوشکاری و برش با سوخت اکسیژن است. برای جلوگیری از چنین وضعیتی معمولاً از فلش بکر استفاده می‌شود. شعله به سمت عقب در شلنگ می‌سوزد و باعث ایجاد صدای بلند یا جیر جیر می‌شود. این می‌تواند باعث انفجار در شلنگ شود که احتمال آسیب رساندن به اپراتور را دارد یا حتی باعث مرگ آن می‌شود. استفاده از فشار کمتر از حد توصیه شده می‌تواند باعث بازگشت فلاش شود.

### دستکش ایمنی
پوشیدن دستکش‌های چرمی کمک می‌کند تا از دست‌های شما در برابر سوختگی محافظت شود. لازم است که از دستکش‌های چرمی با سر آستین بلند استفاده شود. (ترجیحاً نوک انگشتان آن فلزی باشد).